# Embarazada por obra y gracia
Embarazada por obra y gracia es una película colombiana de 2019 dirigida y escrita por Fernando Ayllón. Estrenada en teatros nacionales el 5 de septiembre de 2019, fue protagonizada por Joavany Álvarez, Adriana Bottina, Fernando Ramos, Isabella Sierra, Omar Murillo, Christian López, Nelson Polanía, Aída Morales y José Manuel Ospina.

## Sinopsis
Gabriela es una joven a la que le diagnostican una terrible enfermedad y una corta esperanza de vida. Su madre, al ver la tristeza en su hija y en su esposo, decide crear una maravillosa historia que hará que la imaginación de Gabriela se traslade a mundos insospechados, con tal de crear un verdadero milagro en sus vidas.

## Reparto
- Joavany Álvarez
- Adriana Bottina
- Fernando Ramos
- Isabella Sierra
- Omar Murillo
- Christian López
- Nelson Polanía
- Aída Morales
- José Manuel Ospina
- Carlos Barbosa Romero